# Cacophony
I Cacophony furono un gruppo heavy metal virtuoso fondato da Marty Friedman e Jason Becker nel 1986.

## Storia
Il gruppo venne fondato nel 1986 da Friedman (reduce dall'esperienza con i gruppi Hawaii, Deuce e Vixen) che contattò il giovanissimo (aveva soltanto 16 anni) Jason Becker, chitarrista dalla tecnica formidabile, anche se non aveva mai militato in nessuna band di buon livello. Ai due si aggiunsero il cantante Peter Marrino e il batterista Atma Anur, il basso venne invece suonato dallo stesso Friedman. Con questa formazione viene dato alle stampe il primo album dal titolo di Speed Metal Symphony (1987). Il genere del disco è davvero originale, perché fonde l'heavy metal con la musica classica (di cui Friedman e Becker sono due grandi appassionati) e con vari stili di musica popolare come quella hawaiana e giapponese, elaborando così un disco possente ma anche molto melodico. Ovviamente, l'ascolto è quasi tutto focalizzato sulle chitarre di Friedman e Becker, autori di grandi assoli ed arpeggi caratteristici, senza togliere nulla anche al batterista Anur, un portentoso "motore ritmico" che accompagna e arricchisce bene il lavoro dei chitarristi. Nonostante siano passati quasi vent'anni dalla sua pubblicazione, la critica definisce questo disco con un sound ancora attuale, sia dal punto di vista creativo che musicale.
Il disco successivo, Go Off! (1988), vede qualche cambiamento nella formazione: Jimmy O'Shea viene reclutato per suonare il basso e Anur lascia le bacchette al famoso session-man Deen Castronovo.
Il disco è sullo stile del precedente, ma viene dato più spazio alle parti cantate, i brani vengono un po' ridotti nella durata e presentano meno virtuosismi che in passato. Tuttavia, le vendite dell'album non riuscirono ad eguagliare quelle del disco precedente. Dopo un tour nel 1988 (intrapreso con Kenny Stravropoulos al posto di Castronovo) i Cacophony si dichiararono sciolti. Mentre gli altri membri (eccetto Deen Castronovo) vennero oscurati dai media, Friedman e Becker furono gli unici a godere tuttora di ottima fama.
I due decisero di intraprendere strade diverse, rimanendo sempre ottimi amici e collaborando in futuro nei rispettivi progetti solisti; Friedman entrò nei Megadeth e, allo stesso tempo, intraprese una carriera solista, mentre Becker venne contattato da David Lee Roth, ex cantante dei Van Halen che intraprese la carriera solista.

## Discografia
- 1987 - Speed Metal Symphony
- 1988 - Go Off!

## Formazione

### Ultima
- Marty Friedman - chitarra ritmica e solista
- Jason Becker - chitarra ritmica e solista
- Peter Marrino - voce
- Jimmy O'Shea - basso
- Deen Castronovo - batteria

### Ex componenti
- Atma Anur - batteria
- Kenny Stravropoulos - batteria